# Черкассы (Тульская область)
Черкассы — село в Каменском районе Тульской области России.
В рамках административно-территориального устройства входит в Яблоневский сельский округ Каменского района, в рамках организации местного самоуправления включается в Яблоневское сельское поселение.

## География
Расположено недалеко от реки Красивая Меча, в 16 км к юго-востоку от райцентра, села Архангельское, и в 115 км к югу от областного центра, г. Тулы. 

## Население
| 2002 | 2010 |
| ---- | ---- |
| 150  | ↘138 |